# Silberensystem
Das Silberensystem ist ein Höhlensystem bestehend aus den Höhlen Schwyzerschacht, Igluschacht, Discoschacht, Höllenschacht und Julialöchli.
Das Höhlensystem befindet sich im Kanton Schwyz in der Schweiz, in der Gemeinde Muotathal in der Silberen (östlich des Pragelpasses).
Die Gesamtlänge des Höhlensystems beträgt 39'144 Meter und die totale Höhendifferenz 888 Meter (Stand Mai 2019).
Die Erforschung, die noch nicht abgeschlossen ist, wird heute durch die AGH (Arbeitsgemeinschaft Höllochforschung) betrieben. Die Verbindungen zwischen den einzelnen Höhlen bestehen meistens aus Siphons und sind Höhlentauchern vorbehalten. Durch Wasserfärbungen konnte nachgewiesen werden, dass das Silberensystem mit dem Hölloch zusammenhängt. Eine Verbindung konnte jedoch bis heute nicht entdeckt werden.